# Octobre 1821

## Événements
- France : une nouvelle loi électorale (loi du vote double, 1820) permet le retour des ultras qui forment un gouvernement conduit par Villèle, nommé ministre des finances en décembre. La liberté de la presse est restreinte, la mainmise de l’Église sur l’enseignement est encouragée. Progressivement éliminée de l’Assemblée, l’opposition se regroupe dans des associations secrètes, la Charbonnerie, comprenant des officiers, des anciens révolutionnaires (La Fayette) et des étudiants.

- 1er octobre, Sydney : première assemblée annuelle de la Wesleyan Missionary Society de Nouvelle-Galles du Sud. Début de l’activité des missionnaires en Australie occidentale[1].

- 5 octobre : après un long siège, les Grecs prennent Tripolitsa, dans le Péloponnèse, et massacrent la population turque, faisant au moins 8 000 morts[2].

## Naissances
- 8 octobre : Rufina Nœggerath (morte en 1908), écrivaine et philosophe française d'origine finlandaise
- 13 octobre : Rudolf Virchow (mort en 1902), médecin allemand.
- 22 octobre : Collis Potter Huntington, (décède le 13 août 1900), était un des quatre investisseurs (le « Big Four ») qui créa, avec Leland Stanford, Mark Hopkins, et Charles Crocker, la compagnie de chemin de fer Central Pacific.
- 24 octobre : Ludwig Seidel (mort en 1896), mathématicien, physicien de l'optique et astronome allemand.

## Décès
- 4 octobre : John Rennie (né en 1761), ingénieur écossais.
- 5 octobre : Claudius James Rich (né en 1787), voyageur, archéologue et anthropologue britannique.
- 20 octobre :
  - Alexandre Angélique de Talleyrand-Périgord, cardinal français, archevêque de Paris (° 18 octobre 1736).
  - Félix de Azara (né en 1746), militaire, ingénieur et naturaliste espagnol.
- 21 octobre : Marie-Louise Lachapelle (née en 1769), sage-femme française.